# Zweden op het Eurovisiesongfestival 2002
Zweden nam deel aan het Eurovisiesongfestival 2002 in Tallinn, Estland. Het was de 42ste deelname van het land op het Eurovisiesongfestival. De selectie verliep via het jaarlijkse Melodifestivalen, waarvan de finale plaatsvond op 1 maart 2002. SVT was verantwoordelijk voor de Zweedse bijdrage voor de editie van 2002.

## Selectieprocedure
Melodifestivalen 2002 was de 41ste editie van de liedjeswedstrijd die de Zweedse deelnemer voor het Eurovisiesongfestival oplevert. Naar het voorbeeld van het Belgische Eurosong begon Melodifestivalen vanaf dit jaar ook met vier halve finales. De nummers één en twee stootten meteen door naar de finale en de nummers drie en vier mochten herkansen in de tweederkansronde.

### Eerste halve finale
| Nr. | Artiest                | Lied                        | Televotes | Televotes | Plaats |
| Nr. | Artiest                | Lied                        | Ronde 1   | Ronde 2   | Plaats |
| --- | ---------------------- | --------------------------- | --------- | --------- | ------ |
| 1   | Excellence             | Last To Know                | 16 928    | 23 081    | 4      |
| 2   | Tom Nordahl            | Blue As Her Angel Eyes      | 4 137     | N/A       | 7      |
| 3   | Barbados               | Världen utanför             | 44 899    | 52 309    | 3      |
| 4   | Camilla Lindén         | Du har rört vid min själ    | 15 549    | N/A       | 5      |
| 5   | Brandsta City Släckers | Kom och ta mig              | 59 007    | 71 194    | 1      |
| 6   | Zoë                    | Hollywood-do                | 12 733    | N/A       | 6      |
| 7   | Rickard Sköld          | En värld som alltid brinner | 3 352     | N/A       | 8      |
| 8   | Mendez                 | Adrenaline                  | 45 731    | 52 632    | 2      |

### Tweede halve finale
| Nr. | Artiest                            | Lied                          | Televotes | Televotes | Plaats |
| Nr. | Artiest                            | Lied                          | Ronde 1   | Ronde 2   | Plaats |
| --- | ---------------------------------- | ----------------------------- | --------- | --------- | ------ |
| 1   | The Poets                          | What Difference Does It Make? | 22 232    | 28 560    | 3      |
| 2   | Jennifer Newberry                  | Ingenting ingenting           | 2 360     | N/A       | 8      |
| 3   | Javiera Muñoz                      | No hay nada más               | 25 023    | 31 915    | 2      |
| 4   | Martin                             | Du och jag (i hela världen)   | 5 787     | N/A       | 7      |
| 5   | Ann-Louise Hanson & Molle Holmberg | Sluta                         | 9 227     | N/A       | 6      |
| 6   | Jakob Stadell & Voice Boys         | Ge mig mitt hjärta tillbaka   | 13 604    | N/A       | 5      |
| 7   | Afro-Dite                          | Never Let It Go               | 56 029    | 89 487    | 1      |
| 8   | Annika Ljungberg                   | Sail Away                     | 13 907    | 12 596    | 4      |

### Derde halve finale
| Nr. | Artiest              | Lied                      | Televotes | Televotes | Plaats |
| Nr. | Artiest              | Lied                      | Ronde 1   | Ronde 2   | Plaats |
| --- | -------------------- | ------------------------- | --------- | --------- | ------ |
| 1   | Towe Jaarnek         | Back Again                | 9 053     | N/A       | 7      |
| 2   | Date                 | Det innersta rummet       | 14 127    | 17 624    | 4      |
| 3   | Linda Grip           | You're The Best Thing     | 2 679     | N/A       | 8      |
| 4   | Arvingarna           | Ingenting är större än vi | 10 186    | N/A       | 6      |
| 5   | Östen med Resten     | Hon kommer med solsken    | 33 570    | 46 553    | 1      |
| 6   | Rolf Carlsson        | Tidig är tiden            | 11 000    | 19 104    | 3      |
| 7   | Sylvia Vrethammar    | Hon är en annan nu        | 10 251    | N/A       | 5      |
| 8   | Hanna & Lina Hedlund | Big Time Party            | 21 821    | 23 093    | 2      |

### Vierde halve finale
| Nr. | Artiest               | Lied                     | Televotes | Televotes | Plaats |
| Nr. | Artiest               | Lied                     | Ronde 1   | Ronde 2   | Plaats |
| --- | --------------------- | ------------------------ | --------- | --------- | ------ |
| 1   | Kina Jaarnek          | Son Of A Liar            | 14 186    | 25 578    | 4      |
| 2   | Solo                  | Ge mig himlen för en dag | 9 447     | N/A       | 7      |
| 3   | Niklas Andersson      | I Want You               | 8 354     | N/A       | 8      |
| 4   | Friends               | The One That You Need    | 24 854    | 40 188    | 2      |
| 5   | The Honeydrops        | It Takes 2               | 10 227    | N/A       | 6      |
| 6   | Kikki, Bettan & Lotta | Vem é dé du vill ha      | 69 514    | 66 048    | 1      |
| 7   | Jan Johansen          | Sista andetaget          | 23 201    | 29 140    | 3      |
| 8   | Fredrik Wännman       | Vackare nu               | 11 214    | N/A       | 5      |

### Tweedekansronde
| Nr. | Artiest          | Lied                          | Plaats |
| --- | ---------------- | ----------------------------- | ------ |
| 1   | Excellence       | Last To Know                  | 7      |
| 2   | Barbados         | Världen utanför               | 1      |
| 3   | The Poets        | What Difference Does It Make? | 5      |
| 4   | Annika Ljungberg | Sail Away                     | 4      |
| 5   | Date             | Det innersta rummet           | 6      |
| 6   | Rolf Carlsson    | Tidig är tiden                | 8      |
| 7   | Kina Jaarnek     | Son Of A Liar                 | 3      |
| 8   | Jan Johansen     | Sista andetaget               | 1      |

### Finale
| Nr. | Artiest                      | Liedje                 | Producers van het liedje                                                   | Stemmen | Stemmen | Stemmen | Plaats |
| Nr. | Artiest                      | Liedje                 | Producers van het liedje                                                   | Jury    | Publiek | Totaal  | Plaats |
| --- | ---------------------------- | ---------------------- | -------------------------------------------------------------------------- | ------- | ------- | ------- | ------ |
| 1   | Afro-Dite                    | Never Let It Go        | Marcos Ubeda                                                               | 116     | 132     | 248     | 1e     |
| 2   | Brandsta City Släckers       | Kom och ta mig         | Larry Forsberg, Sven-Inge Sjöberg, Lennart Wastesson                       | 0       | 88      | 88      | 5e     |
| 3   | Javiera Muñoz                | No hay nada más        | Lars "Dille" Diedricson, Javiera Muñoz, Marcos Ubeda                       | 71      | -       | 71      | 6e     |
| 4   | Barbados                     | Världen utanför        | Thomas G:son, Calle Kindbom                                                | 46      | 44      | 90      | 4e     |
| 5   | Hanna Hedlund & Lina Hedlund | Big Time Party         | Lotta Ahlin, Tommy Lydell                                                  | 43      | -       | 43      | 9e     |
| 6   | Östen med Resten             | Hon kommer med solsken | Larry Forsberg, Sven-Inge Sjöberg, Lennart Wastesson                       | 11      | 22      | 33      | 10e    |
| 7   | Friends                      | The One That You Need  | Pontus Assarson, Henrik Sethsson                                           | 46      | -       | 46      | 8e     |
| 8   | Kikki, Bettan & Lotta        | Vem é dé du vill ha    | Thomas G:son                                                               | 34      | 66      | 100     | 3e     |
| 9   | Jan Johansen                 | Sista andetaget        | Thomas Thörnholm, Dan Attlerud                                             | 54      | 11      | 65      | 7e     |
| 10  | Mendez                       | Adrenaline             | Robert Wåtz, Rasmus Lindwall, Leopoldo Mendez, Patrik Henzel, Pablo Cepada | 52      | 110     | 162     | 2e     |

### Stemming

#### Jury's
| Liedje                 | Luleå | Umeå) | Sundsvall | Falun | Örebro | Karlstad | Göteborg | Malmö | Växjö | Norrköping | Stockholm | Totaal |
| ---------------------- | ----- | ----- | --------- | ----- | ------ | -------- | -------- | ----- | ----- | ---------- | --------- | ------ |
| Never Let It Go        | 12    | 8     | 6         | 12    | 12     | 12       | 12       | 12    | 8     | 10         | 12        | 116    |
| Kom och ta mig         | -     | -     | -         | -     | -      | -        | -        | -     | -     | -          | -         | 0      |
| No hay nada más        | 8     | -     | 2         | 1     | 4      | 10       | 10       | 10    | 10    | 12         | 4         | 71     |
| Världen utanfor        | -     | 12    | -         | -     | 8      | 6        | 8        | -     | 6     | -          | 6         | 46     |
| Big Time Party         | 10    | 6     | 10        | 2     | 2      | -        | 1        | 6     | 2     | 4          | -         | 43     |
| Hon kommer med solsken | 4     | -     | 4         | -     | 1      | 1        | -        | -     | -     | -          | 1         | 11     |
| The One That You Need  | 6     | 10    | 1         | 6     | -      | 8        | 4        | 8     | -     | 1          | 2         | 46     |
| Vem é dé du vill ha    | -     | 4     | -         | 10    | -      | -        | -        | 2     | 4     | 6          | 8         | 34     |
| Sista andetaget        | 1     | 2     | 8         | 8     | 6      | 2        | 2        | 1     | 12    | 2          | 10        | 54     |
| Adrenaline             | 2     | 1     | 12        | 4     | 10     | 4        | 6        | 4     | 1     | 8          | -         | 52     |

#### Televotes
| Liedje                 | Jury | Aantal stemmen via televoting | Punten | Totaal |
| ---------------------- | ---- | ----------------------------- | ------ | ------ |
| Never Let It Go        | 116  | 162 612                       | 132    | 248    |
| Kom och ta mig         | 0    | 147 700                       | 88     | 88     |
| No hay nada más        | 71   | 39 978                        | -      | 71     |
| Världen utanfor        | 46   | 94 770                        | 44     | 90     |
| Big Time Party         | 43   | 19 226                        | -      | 43     |
| Hon kommer med solsken | 11   | 59 149                        | 22     | 33     |
| The One That You Need  | 46   | 58 634                        | -      | 46     |
| Vem é dé du vill ha    | 34   | 136 175                       | 66     | 100    |
| Sista andetaget        | 54   | 58 668                        | 11     | 65     |
| Adrenaline             | 52   | 149 406                       | 110    | 162    |

## In Tallinn
In Estland moest Zweden optreden als 12de, net na Zwitserland en voor Finland . Aan het einde van de puntentelling was gebleken dat Zweden 8ste geworden met een totaal van 72 punten.
Men ontving 1 keer het maximum van de punten.
België had 1 punt over voor deze inzending en  Nederland deed niet mee in 2002.

### Gekregen punten

#### Finale
| 12 punten               | 10 punten                        | 8 punten  | 7 punten             | 6 punten                                     |
| ----------------------- | -------------------------------- | --------- | -------------------- | -------------------------------------------- |
| - Bosnië en Herzegovina | - Denemarken - Litouwen          | - Estland | - Finland - Slovenië |                                              |
| 5 punten                | 4 punten                         | 3 punten  | 2 punten             | 1 punt                                       |
|                         | - Letland - Oostenrijk - Turkije | - Israël  |                      | - België - Griekenland - Verenigd Koninkrijk |

### Punten gegeven door Zweden

#### Finale
Punten gegeven in de finale:
| 12 punten | Estland               |
| 10 punten | Finland               |
| 8 punten  | Frankrijk             |
| 7 punten  | Spanje                |
| 6 punten  | Bosnië en Herzegovina |
| 5 punten  | Letland               |
| 4 punten  | Malta                 |
| 3 punten  | België                |
| 2 punten  | Verenigd Koninkrijk   |
| 1 punt    | Cyprus                |